# Spilosmylus flavicornis
Spilosmylus flavicornis is een insect uit de familie watergaasvliegen (Osmylidae), die tot de orde netvleugeligen (Neuroptera) behoort. 
Spilosmylus flavicornis is voor het eerst wetenschappelijk beschreven door McLachlan in 1875. De soort komt voor in Japan.